# Aşağısöylemez, Karayazı
Aşağısöylemez là một xã thuộc huyện Karayazı, tỉnh Erzurum, Thổ Nhĩ Kỳ. Dân số thời điểm năm 2011 là 1.003 người.